# Ross Minor
Ross Minor, né le 29 mai 1998 en Virginia Beach, est un vidéaste web et ancien nageur paralympique.

## Biographie

### Jeunesse
Ross Minor naît le 29 mai 1998 en Virginia Beach de sa mère Grace Greene, qui a déjà participé aux AAU Junior Olympic Games (en) en natation.
Ross Minor perd la vue et l'odorat à l'âge de 8 ans alors que son père tire sur lui et son grand frère avant de se suicider. Son frère perd la vie à l’hôpital, perte qui affectera longtemps émotionnellement Ross Minor.
Ross Minor va au lycée privé Bishop John J. Snyder (en), puis à l'université privé Regis (en) en se formant en génie logiciel.

### Carrière
Ross Minor démarre une chaîne YouTube à l'adolescence où il documente ses expériences et enregistre des tutoriels à destination des personnes aveugles et des studios de développement. Son principal objectif est de convaincre ces derniers de mettre en place des accessibilités sonores sur les jeux vidéo pour les personnes aveugles, tout en leur rendant l'expérience fluide et immersive.